# II. János Pál pápa halom
A II. János Pál pápa halom (lengyelül: Kopiec Jana Pawła II w Krakowie) a legkisebb méretű emlékhalom Krakkóban. A Feltámadás papi kongregáció helyszínén emelték a város délnyugati részén fekvő Dębniki kerületben, a Stefan Zachariasz Pawlickiról elnevezett utcánál.

## Története
Az emlékmű 1997-ben abból az alkalomból készült, hogy II. János Pál pápa hatodik zarándokútját tette szülőhazájában, Lengyelországban. A bejáratnál kisebb gránittáblán ez az információ és a pápai címer látható. A halmot 1997. május 31. és június 10. között emelték, épp akkor, amikor a pápai zarándoklat zajlott, egy időben a Józef Kowalczyk nuncius által vezetett kongregációval.
2002-ben tervbe vették egy nagyobb halom építését is a lengyel pápa tiszteletére. Az egykori „Solvay” Szódagyár területén tervezik felépíteni, ahol a fiatal pap, Karol Wojtyła dolgozott.

## Leírás
Az emlékmű az olkuszi Kościuszko-halom mintájára készült. A tetején karcsú kereszt áll. Magassága kereszt nélkül 7 m. Fűvel borított, tuják és más örökzöldek veszik körbe. A lábánál kilátás nyílik az 1820-1823 között épített Kościuszko-halomra.

## Galéria

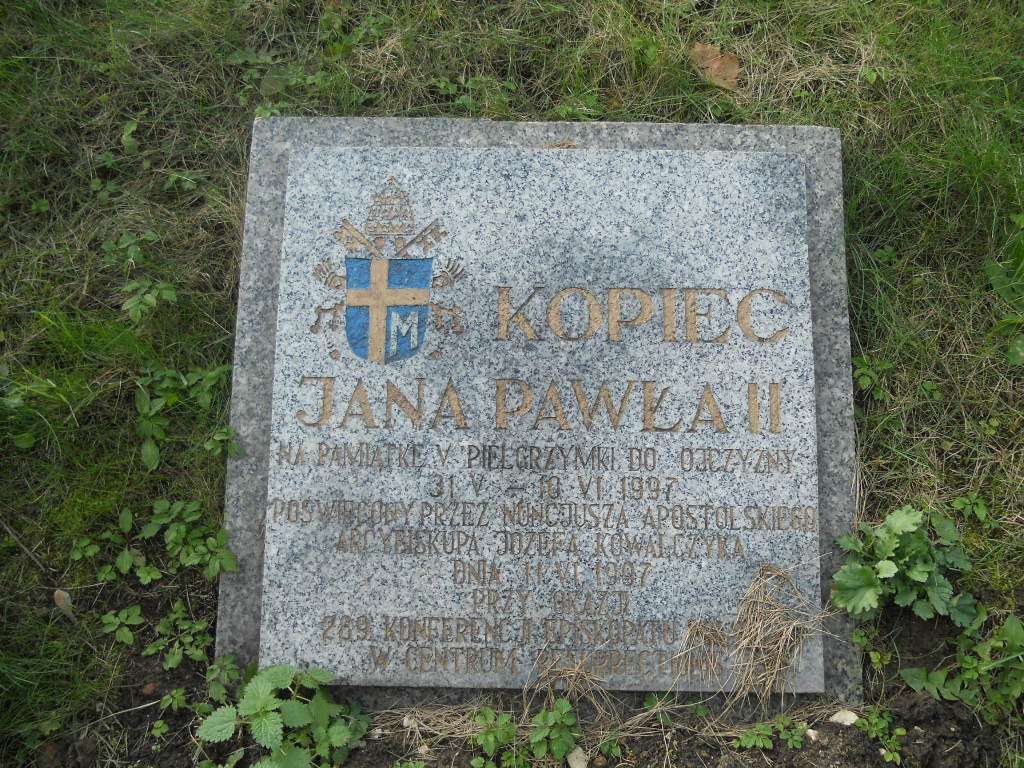
Az emléktábla a bejáratnál
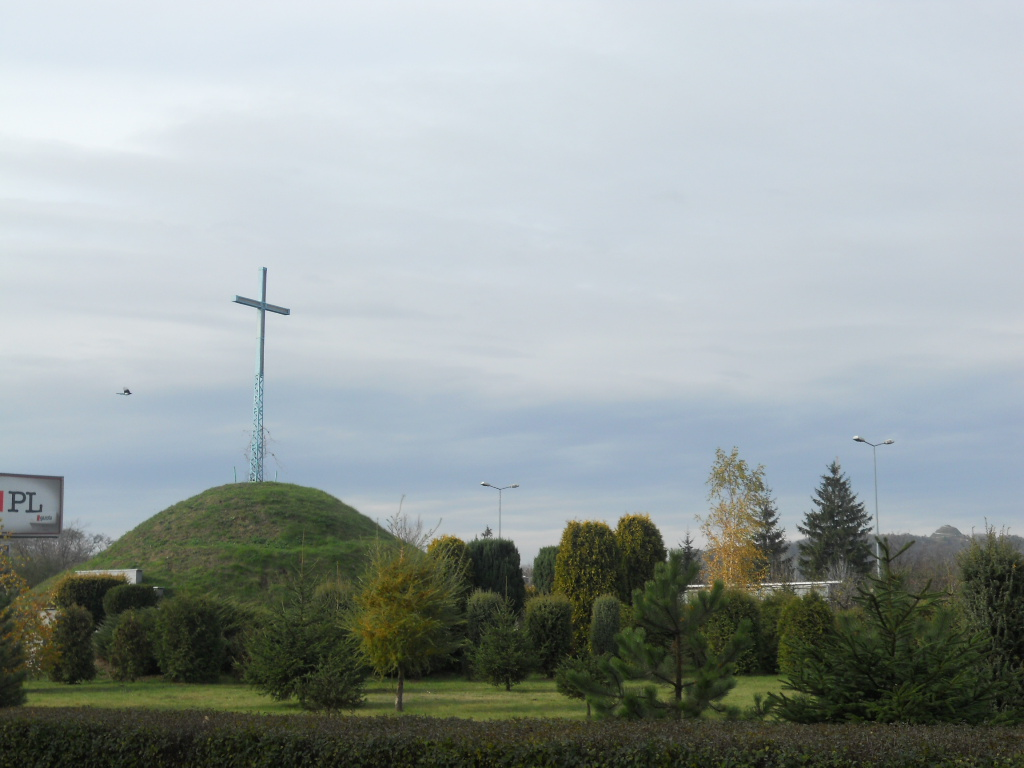
A II. János Pál pápa halom, a háttérben jobbra a Kościuszko-halom

## Fordítás
- Ez a szócikk részben vagy egészben a  Kopiec Jana Pawła II w Krakowie című lengyel Wikipédia-szócikk ezen változatának fordításán alapul.  Az eredeti cikk szerkesztőit annak laptörténete sorolja fel. Ez a jelzés csupán a megfogalmazás eredetét és a szerzői jogokat jelzi, nem szolgál a cikkben szereplő információk forrásmegjelöléseként.